# Esquerra Unida i Alternativa
Die Esquerra Unida i Alternativa (EUiA) (deutsch: „Vereinigte und Alternative Linke“) ist eine politische Partei mit 4000 Mitgliedern im katalanischen Teil Spaniens.

## Geschichte
Sie wurde 1998 als Bündnis von PCC, PSUC viu, POR, PRT-IR, PASOC, CEA und CLI gegründet. Sie war bis Juni 2019 das katalanische Pendant zur Vereinigten Linken, mit der sie ein Wahlbündnis bildete. Die Vereinigten Linken hatten erfahren, dass einige EUiA-Mitglieder – darunter auch ihr Vorsitzender Joan Josep Nuet – ein politisches Projekt namens Sobiranistes im März 2019 gestartet hatten um sich von Catalunya en Comú zu lösen und zusammen mit Esquerra Republicana de Catalunya (ERC) an den spanischen Parlamentswahlen im April 2019 teilzunehmen.